# Teateråret 1964

## Händelser

### Okänt datum
- Palle Granditsky efterträder Frank Sundström som chef för Upsala Stadsteater

## Priser och utmärkelser
- O'Neill-stipendiet tilldelas skådespelerskan Sif Ruud
- Thaliapriset tilldelas skådespelerskan Gunnel Broström

## Årets uppsättningar

### Okänt datum
- Harry Martinsons pjäs Tre knivar från Wei uruppförs på Dramaten i Stockholm
- AB Svenska Ords revy Gula Hund har premiär på Chinateatern i Stockholm
- Mordet på Marat av Peter Weiss har urpremiär på Schillertheater i Västberlin  i regi av Konrad Swinarski.
- Povel Ramel har premiär på revyn Ryck mej i snöret

## Avlidna
- 20 februari – John Botvid, 74, svensk skådespelare, komiker och revyförfattare.
- 3 april – Oscar Ralf, 82, svensk opera/operett-översättare och operasångare.
- 14 april – Karl Gerhard, 73, svensk revyförfattare, skådespelare, sångare och teaterdirektör.